# Antsahambaharo
Antsahambaharo è una città e comune del Madagascar situata nel distretto di Sambava, regione di Sava. 
La popolazione del comune rilevata nel censimento 2001 era pari a 11 000 unità.	